# Pentagon Papers
Pour les articles homonymes, voir Paper.
Cet article concerne le document. Pour le film, voir Pentagon Papers (film).
Les Pentagon Papers (« papiers du Pentagone ») est une expression populaire désignant le document United States-Vietnam Relations, 1945-1967: A Study Prepared by the Department of Defense (« Relations entre les États-Unis et le Viêt Nam, 1945-1967 : une étude préparée par le département de la Défense »). Il s'agit de 47 volumes totalisant 7 000 pages secret-défense émanant du département de la Défense à propos de l'implication politique et militaire des États-Unis dans la guerre du Viêt Nam de 1955 à 1971.

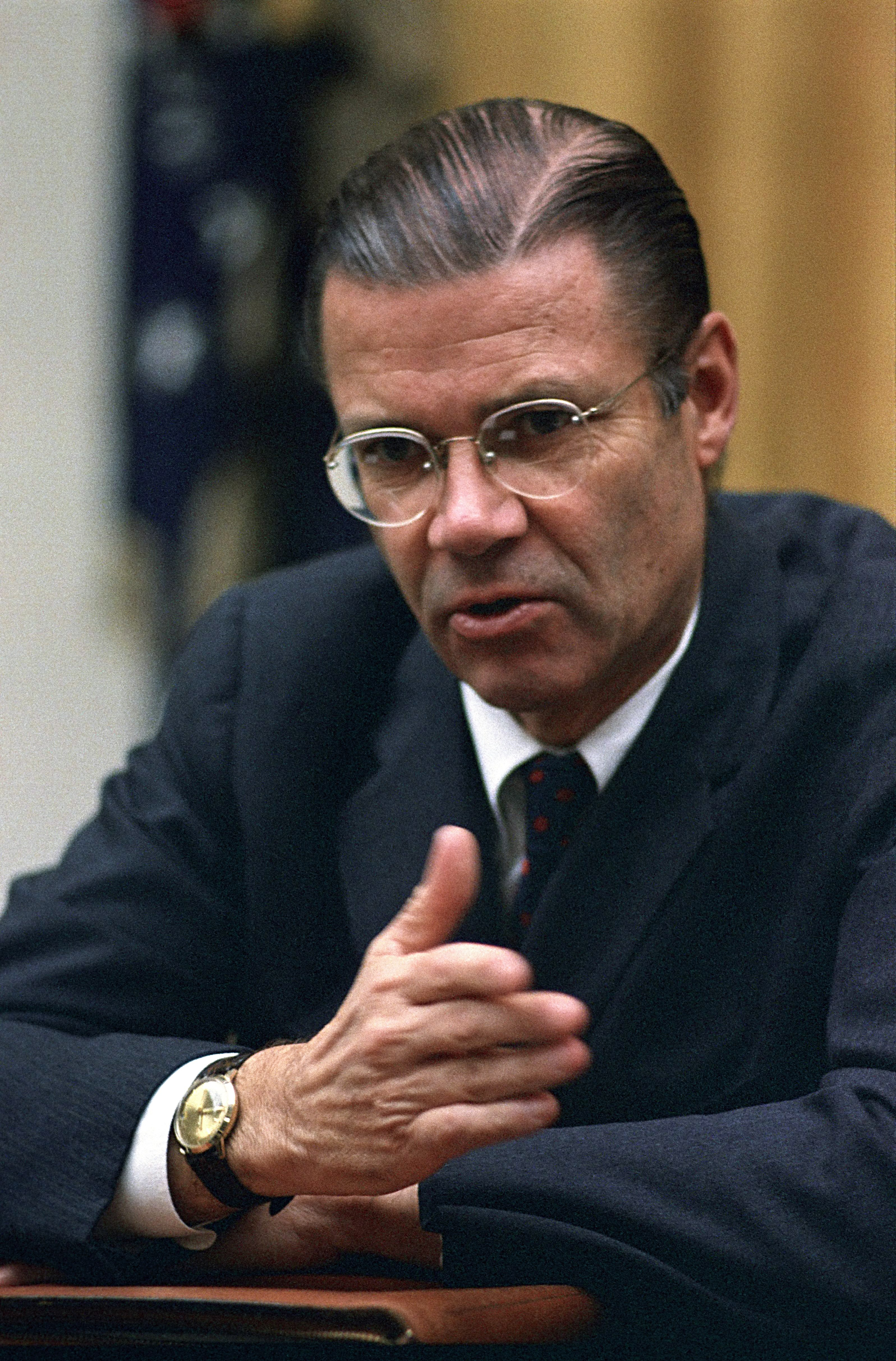
Robert McNamara, le 22 novembre 1967.

Le document, rédigé par trente-six officiers militaires et experts politiques civils, éclaircit en particulier la planification et la prise de décisions propre au gouvernement fédéral des États-Unis. Il fut rédigé à la demande de Robert McNamara, alors au poste de secrétaire à la Défense, en 1967, et son contenu est diffusé sous forme d'articles en 1971 par le New York Times, puis par le Washington Post.
Le gouvernement américain réagit en obtenant via une cour fédérale une injonction interdisant au Times, puis au Post de continuer la publication des révélations. À la suite de l'appel interjeté dans chaque cas par les journaux mis en cause, la Cour suprême des États-Unis prend une décision commune aux deux affaires, qui met fin aux poursuites de l'État et lève la censure fédérale. La publication des Pentagon Papers et deux ans plus tard le scandale du Watergate éclaboussent le gouvernement et la classe politique, renforçant les contestations à l'encontre de la guerre du Viêt Nam et les critiques contre le président Richard Nixon, qui sera destitué trois ans plus tard.

## Publication
La majorité de ces 7 000 pages de textes et d'analyses couvrant la période 1945-1967 fut clandestinement communiquée à la rédaction du New York Times au début de l'année 1971 par Daniel Ellsberg, un ancien analyste de la RAND Corporation, avec l'aide de son ami Anthony Russo (en), du linguiste Noam Chomsky et de l'historien Howard Zinn.
Le New York Times consulta le cabinet d'avocats Lord Day & Lord qui en déconseilla la publication. Mais James Goodale, conseiller juridique et vice-président du journal, invoqua le droit (garanti par le Premier Amendement) du public à connaître une information cruciale pour sa compréhension de la politique du gouvernement, et son avis l'emporta.
Leur publication s'avéra une première affaire majeure, un peu avant l'éclatement du scandale du Watergate. Le climat général tourna alors à l'attentisme et à l'opposition à la politique étrangère des États-Unis.
La révélation au public du contenu de ce document acheva de détériorer le soutien de l'opinion publique pour les opérations dans la péninsule indochinoise. Ce fut pour cette raison que Richard Nixon décida de placer en haute priorité les actions visant à discréditer Ellsberg. La cassette enregistrée dans le bureau ovale datée du 14 juin 1971 révèle un entretien qu'il eut à ce sujet avec H. R. Haldeman, son chef de cabinet.

## Contenu
Les papiers révèlent, entre autres, que le gouvernement américain a délibérément étendu et intensifié la guerre du Viêt Nam en menant des bombardements secrets sur le Laos, des raids le long du littoral vietnamien, et en engageant les Marines dans des actions offensives, avant leur engagement officiel, et alors que le président Lyndon Johnson avait promis de ne pas s'impliquer davantage dans le conflit. Ces révélations ont ébranlé la confiance de l'opinion et contrecarré l'effort de guerre du gouvernement Nixon.
Une des « invraisemblances » révélées par le New York Times suggère qu’un consensus pour bombarder le Nord-Vietnam avait émané du gouvernement Johnson le 7 septembre 1964, avant l’élection présidentielle américaine. Toutefois, selon les mêmes documents, aucune des actions recommandées ce 7 septembre n’impliquait de bombardements sur le Nord-Vietnam. Le 14 juin 1971, le New York Times déclare que le gouvernement Johnson avait entamé les derniers cycles de planification en vue d’une campagne de bombardement le 3 novembre, jour de l’élection de Johnson. Mais les documents affirment qu’au 3 novembre « Le président n’était pas résolu à approuver un programme de frappes aériennes sur le Nord Vietnam », du moins jusqu’à ce que les alternatives existantes puissent être pleinement et soigneusement réexaminées.
Autre sujet qui prête à controverse, l’allusion faite par le New York Times soutenant que Johnson avait décidé d’envoyer des forces armées américaines au Vietnam le 17 juillet, ce qui créditait la thèse selon laquelle il n’aurait que feint de consulter ses conseillers à partir du 21-27 juillet. Cela était dû à l’existence d’un télégramme qui déclarait « Vance informe McNamara que le président approuve le Plan Bataillon 34 et va tenter de percer par un appel des réservistes ». Lorsque le télégramme fut déclassifié en 1988, il mentionnait : « il y avait une constante incertitude quant à sa décision finale, qui devrait attendre la recommandation du secrétaire McNamara et les avis des leaders du Congrès, en particulier celui du sénateur Russel. »
Lorsque le New York Times commença à publier ses feuilletons, le président Nixon devint fou de rage. Les propos qu’il tint ce jour-là, à l’intention de Henry Kissinger, conseiller à la Défense, comportaient des expressions telles que : « Les gens devraient être envoyés au bûcher pour ce genre de choses… » et « envoyons ce fils de pute en prison ». Après avoir échoué à faire en sorte que le New York Times arrête de publier volontairement, le procureur général John Mitchell et le président Nixon ont requis et obtenu une injonction de la cour fédérale intimant au journal de cesser de publier des extraits. Il fit appel de la décision émise et l’affaire commença (rapidement) son cheminement à travers le système judiciaire.
Le 18 juin, le Washington Post commença à publier ses propres séries d’articles. Ben Bagdikian, un éditeur du Post, avait obtenu une partie des documents de la part d’Ellsberg, et sa hiérarchie, composée de son rédacteur en chef Benjamin Bradlee et de la présidente de The Washington Post Company Katharine Graham, l'autorise à publier les articles relatifs à ces documents. Ce jour-là, le Post reçut un appel du procureur adjoint, William Rehnquist, les sommant d’arrêter la publication des documents. Le Post refusa, si bien que le département de la Justice demanda une autre injonction. Mais le juge du tribunal d’instance américain le débouta de sa demande ; dès lors le gouvernement interjeta appel.
Le 26 juin, la Cour suprême des États-Unis accepte de prendre en charge les deux affaires, les réunissant sous l’affaire New York Times Co. c. États-Unis d’Amérique (403 US 713). Le 30 juin, la Cour suprême a statué par 6 voix contre 3 que les injonctions étaient des limitations préalables anticonstitutionnelles et que le gouvernement n’avait pas satisfait à la charge de la preuve pour appliquer de telles limitations. Les juges appelés rédigèrent neuf avis distincts, divergeant ainsi d’opinion sur des problèmes substantiels significatifs. Alors que cela fut généralement considéré comme une victoire par ceux qui revendiquaient que le Premier Amendement consacrait un droit absolu à la libre expression, un grand nombre considérèrent la chose comme, tout au plus, une victoire en pointillés, n’offrant qu’une maigre protection aux futurs éditeurs lorsque des revendications touchant à la sécurité nationale seraient formulées.
Thomas Tedford et Dale Herbeck avaient résumé, à l’époque, les réactions des éditeurs et celles des diffuseurs :
« Tandis que dans les salles de presse du Times et du Post on commençait à fredonner la levée de l’ordre de censure, les journalistes des États-Unis pesèrent avec une profonde inquiétude le fait que, 15 jours durant, la « presse libre » de la nation avait été empêchée de publier un document important, et pour la peine qu’elle s’était donnée, ne reçut qu’une décision triste et peu concluante de « charge de la preuve », rendue par une Cour suprême fortement divisée. Il y eut un soulagement, mais pas de jubilation, dans les rédactions des maisons d’édition et de diffusion des États-Unis. »
— Tedford and Herbeck, p. 225-226

## Dans la culture populaire
En janvier 2018 sort le film Pentagon Papers (The Post) de Steven Spielberg, mettant en vedette Tom Hanks et Meryl Streep dans les rôles respectifs de Benjamin Bradlee et Katharine Graham, considéré comme « un grand film sur la liberté de la presse », et une icône du journalisme d'investigation.